# Pseudoselinum
Pseudoselinum là chi thực vật có hoa trong họ Apiaceae.